# 建设六马路站
建设六马路站是廣州地鐵12號線和13號線在建的换乘站，位於中国广东省广州市越秀區建設六馬路東風東路口的地底。

## 车站结构

### 车站楼层
本站将设有三层，地面为车站各出入口，周边为東風東路、建设六马路、建设横马路、华乐路及周边小区和写字楼等建筑，地下一层为站厅；地下二层为12号线站台；地下三层为13号线站台。
| 夹层     |              | （用途不明）                           |  |  |
| 地下一层 | 换乘通道     | 前往 █5号线 淘金站                     |  |  |
|          | 12号线站厅   | 售票機、客服中心、警务室、安检设施     |  |  |
|          | 换乘通道     | 来往 █12号线站厅及 █13号线西站厅       |  |  |
|          | 13号线西站厅 | 售票機、客服中心、警务室、安检设施     |  |  |
|          |              |                                        |  |  |
|          | 13号线东站厅 | 售票機、客服中心、警务室、安检设施     |  |  |
| 地下二层 | 2 站台       | █12号线 潯峰崗方向（下站：麓湖）       |  |  |
|          | 岛式站台     |                                        |  |  |
|          | 1 站台       | █12号线 大学城南方向（下站：烈士陵园） |  |  |
| 地下三层 | 4 站台       | █13号线 朝阳方向（下站：仓边路）       |  |  |
|          | 分离式站台   |                                        |  |  |
|          |              | 通道连接两侧站台                       |  |  |
|          | 分离式站台   |                                        |  |  |
|          | 3 站台       | █13号线 新沙方向（下站：农林下路）     |  |  |

### 站厅
建设六马路站12号线部分设有一个整体站厅，13号线部分在东、西两侧设有两个外挂明挖站厅。

### 站台
本站12号线设有一个岛式站台，位于建设六马路地底。13号线则设有一个分离式岛式站台，位于东风东路北侧的地底。其中12号线在上层，13号线在下层。
另外，本站12号线站台北端设有一条单渡线。

## 历史

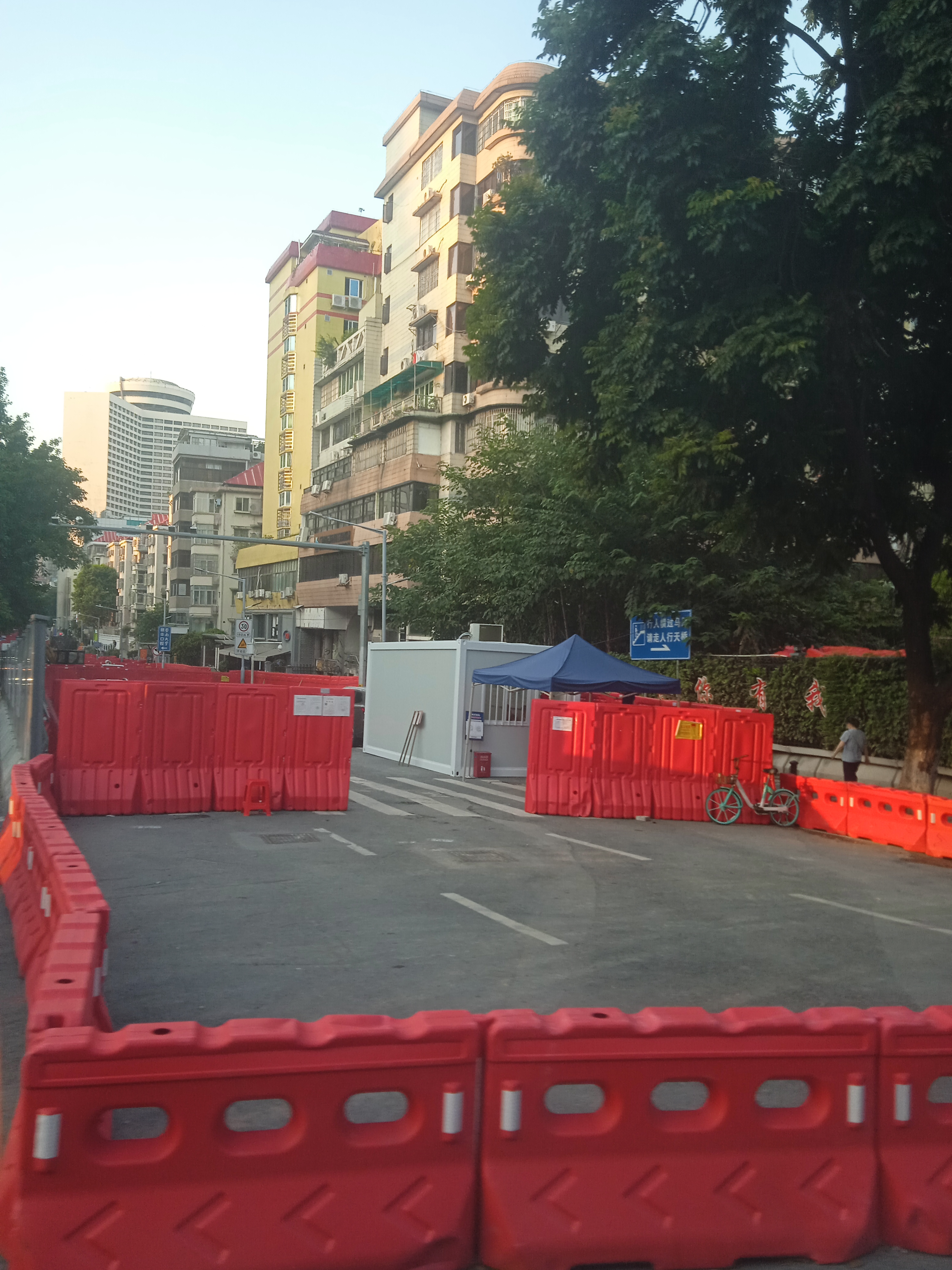
12号线部分车站前期围蔽（2022年9月）

本站在12号线规划设计之初就已出现，大致位置与现时基本一致，同时本站被同步设计为与13号线的换乘站。此外，12号线在规划时另设有淘金站与5号线换乘，但因12号线配线和列车设计導致其與本站區間長度過短，且12號線的客流預測顯示，與13號線的換乘客量大於與5號線的換乘客量。因此後來在12號線立項批覆和環評公示中確定取消設置淘金站，改為由本站在北端設置长換乘通道連接至5号线淘金站，實現12號線、13号线和5號線之間的換乘。在该方案中，为衔接位于马路南北两端的线路，车站13号线部分长度247.55米，12号线部分长达595.1米。
2019年2月，广州地铁和越秀区政府提出将建设六马路站作为轨道交通场站综合体，建设城市级医疗疗养综合体，意味着车站将与该综合体同步建设。该综合体选址在规划公布时仍为广州市第八人民医院东风院区，计划待市八医院整体搬迁至嘉禾院区后进行该综合体的开发，车站方案亦有调整。然而由于一年后2019冠状病毒病疫情爆发，市八医院搬迁计划搁浅，车站建设亦无法开展。2020年中旬，建设六马路站所在范围被纳入环市东片区更新改造范围，当局将统筹开发建设六马路及淘金站至建设六马路站地下空间的沿线地块。
2022年1月，为了更好的衔接本站与5号线淘金站之间的换乘，12号线站台往北移至华乐路与建设六马路交界处南侧，同时12号线站体北端将设置换乘厅，连接至淘金站站厅西侧以进行换乘。方案获市规划局与资源局正式批复与确定。同年7月，越秀区相关部门启动相关征拆工作，后于8月29日正式开始施工。
2025年1月，13号线车站的暗挖站台隧道贯通。

### 车站命名
本站在规划及建设时称为建設六馬路站。由于本站最终的建设方案已可与5号线换乘，而《广州市地铁车站命名规则》要求“两条及以上地铁线路的同一换乘车站应当使用同一名称，并以最先命名的名称为准”，故在2024年8月的12号线东段车站初定名称公示中，本站拟跟随5号线车站，被统一命名为淘金站。不过该部分车站主体已远离淘金站的命名来源淘金坑，不符合《广州市地铁车站命名规则》中的“名地相符、指示明晰”要求，同时此举遭质疑有误导乘客之嫌；市民政局回应称，将转交地铁集团进一步研究论证。该站最终在2025年4月定名建设六马路站，以符合地铁车站“名地相符”的命名原则。